# Parque Nacional de Naejangsan
O Parque Nacional de Naejangsan (em coreano:  내장산국립공원, 內藏山國立公園) está localizado nas províncias de Jeollabuk-do e Jeollanam-do, na Coreia do Sul. Foi designado como o oitavo parque nacional do país em 1971. É nomeado em homenagem à montanha de 763 m (2,503 ft) chamada Naejangsan. O parque abriga um total de 919 espécies de plantas e 1.880 espécies de animais. 12 destes animais encontram-se classificados como estando em perigo.